# پاتراز
پاتراز یا باتراز 
(به آسی: Батырадз Batyraʒ) یکی از شخصیت‌های پررنگ حماسه نرت است. پاتراز رهبر و بزرگ‌ترین جنگجوی نارت‌ها است.
داستان‌های زیادی از پاتراز وجود دارد. در اغلب این داستان‌ها او شبیه یک سلاح مرگبار است. پاتراز توانایی‌های زیادی دارد مثل نفس آتشین، نفس او در آب فرومی‌رود یا به راحتی می‌تواند دیوارهای یک قلعه را در هم بشکند.

## شمشیر پاتراز
او دارای شمشیری است که در حین نبرد از خود رعد و برق ایجاد می‌کند تا بتواند به سادگی بر همه دشمنان خود چیره شود. در افسانه‌های مرتبط با پاتراز گفته شده‌است او هرگز نخواهد مرد مگر کسی شمشیر پاتراز را به دریا سیاه بیندازد.

## نام‌شناسی
زبان شناسان روسی معتقد هستند نام پاتراز از یک قوم ایرانی و غیر آسی که زمانی در قفقاز شمالی زندگی می‌کردند وام گرفته شده‌است و شکل کهن این نام را (*Pitari-za) بازسازی کرده‌اند. این نام در زبان‌های ایرانی باستان «از پدر به دنیا آمده» معنی می‌دهد که اشاره به افسانه تولد پاتراز، است که در آن او از قوز پشت پدرش متولد شد است.